# Jane de la jungle
Jane de la jungle (Jana of the Jungle) est une série télévisée d'animation américaine en treize épisodes de 26 minutes, diffusée entre le 9 septembre 1978 et le 2 décembre 1978 sur le réseau NBC.
En France, la série a été diffusée à partir du 13 septembre 1982 sur Antenne 2 dans l'émission Récré A2.

## Synopsis
La série met en scène les aventures de Jane, une jeune femme recueillie par Montaro, le chef d'une tribu, à la suite de la disparition de son père dans un accident de bateau alors qu'elle était enfant. Avec l'aide du docteur Cooper, de Goro, un jaguar albinos, et de Tico, un yapock ou opossum aquatique, elle part à la recherche de son père dans la forêt amazonienne.

## Voix françaises
- Évelyne Séléna : Jane
- Sady Rebbot : Montaro
- Francis Lax : docteur Ben Cooper

## Épisodes
1. Compte à rebours (Countdown)
2. Le Vol de l'idole (The Golden Idol of the Gorgas)
3. Les Katuchi (Katuchi Danger)
4. Les Amazones (Race for Life)
5. Le Volcan (The Cordillera Volcano)
6. Les Voleurs d'animaux (The Animal Snatchers)
7. Le Jaguar blanc (The Renegade)
8. L'Éléphant (Rogue Elephant)
9. Le Prisonnier (The Prisoner)
10. Les Envahisseurs (The Invaders)
11. La Cargaison dangereuse (Dangerous Cargo)
12. La Tarentule (The Sting of the Tarantula)
13. Soupçons (Suspicion)

## Commentaires
- On note la présence de Doug Wildey parmi les character designers de la série. Il a autrefois créé un autre personnage mythique d'Hanna Barbera : Jonny Quest.
- Le personnage a de fortes similitudes avec Jann de la Jungle créée par Don Rico dans les années 50.